# ريتشارد روز (كاتب)
ريتشارد روز (بالإنجليزية: Richard Rose) هو كاتب وشاعر أمريكي، ولد في 14 مارس 1917، وتوفي في 6 يوليو 2005.